# Свети Флориан (манастир)
Манастирът Свети Флориан (на немски: Stift Sankt Florian) е един от най-старите и големи манастири в Австрия. Разположен е в североизточната част на страната, в провинция Горна Австрия близо до град Линц. Издигнат е в чест на светеца Флориан от Лорх, роден в Енс, загинал мъченически през 304 г. по времето на император Диоклециан.
Манастирът е съграден при управлението на Каролингите и от 1071 г. е притежание на августинците. Около него с течение на времето израства селището Санкт Флориан. Мощите на светеца, чието име носи манастирът, се съхраняват в базиликата към него и привличат множество поклонници.
Най-старата част от зданието са останките от крепостните стени. На мястото на някогашната романска църква, изгоряла през 1235 г., е построена готическа църква, която на свой ред е преустроена през 1683 – 1708 г. в стил барок.
През 1744 г. е построена манастирската библиотека, съдържаща 130 000 книги и ръкописи. В тази библиотека е открит Флорианският псалтир, датиращ от края на XIV в., който днес се съхранява в Националната библиотека на Варшава. В манастира има и картинна галерия, която също представлява голям интерес за посетителите.
С манастира Св.Флориан е свързан животът на австрийския композитор Антон Брукнер, който постъпва в него на 12-годишна възраст като хорист, по-късно е органист към храма, а след неговата смърт урната с праха му е поставена в саркофаг в криптата под органа на манастира, където се намира и до днес.

## Загадката с мъртъвците
В средата на XIII в. при разкопки в прилежащото гробище на манастира са открити останки на около 6000 неидентифицирани мъртъвци, за които никой не знае кои са и при какви обстоятелства са загинали. Според немския историк Хайнрих Кунстман тези костни останки (5650 черепа и 47000 дълги кости) вероятно принадлежат на избитите българи на Алцек (Алциок), които през VII в. са приютени в Бавария при крал Дагоберт I, но по негова заповед са жестоко избити през една нощ Същото мнение очевидно споделят В. Бешевлиев и арх. Слави Дончев. За хипотезата на Х. Кунстман отбелязва и Христо Маджаров, както и фактът, че манастирът се намира на много любопитно място наречено ad Pulgarin („при българите“) на границата между държавата на франките меровинги и херцогство Бавария, непосредствено до баварско-панонската граница на река Енс, където именно се смята, че са намерили временно убежище българите на Алцек след като са победени от аварите.